# Jeder stirbt – The Unscarred
Jeder stirbt – The Unscarred ist ein Thriller des Regisseurs Buddy Giovinazzo.

## Handlung
1979 feiern einige Studenten der Stanford University während eines Aufenthalts in Berlin ihren erfolgreichen Abschluss, bei der der wohlhabende Travis Moore seinen Freund Mickey Vernon, einen begabten Basketballspieler, zu einem Wetttrinken herausfordert. Er will damit der von ihm verehrten Raffaella imponieren. Dabei kommt es zu einem schweren Unfall: Travis stößt Mickey die Treppe hinunter, und dieser wird so schwer verletzt, dass er seine vielversprechende Sportkarriere aufgeben muss. Zu den Zeugen gehören Rafaella und Johann.
20 Jahre später in Staten Island, New York. Mickey arbeitet in einer Fabrik und hat Spielschulden. Er wird von Tommy Mattola, einem örtlichen Gangster, bedroht. Bereitwillig nimmt er eine Einladung seiner früheren Freunde Rafaella, Johann und Travis an, sie in Berlin zu besuchen, wo sie inzwischen leben.
Nachdem Mickey in Berlin gelandet ist, bringt ihn Johann zunächst in sein Haus, anschließend verbringt er mit Johann und Travis den Abend in einem Techno-Club. Rafaella nimmt nicht daran teil, da sie einen Besuch machen will. Im Club kommt Anke zu den Feiernden, eine Freundin von Johann. Später setzen sie die Party in Johanns luxuriösem Haus fort, wo sich eine Tragödie ereignet: Anke fällt von der Balustrade eines Laufstegs und stirbt. Travis ist verzweifelt und möchte die Polizei rufen, aber Mickey und Johann halten ihn davon ab: Johanns Haus wurde ohne Genehmigung erbaut, so dass er doppelten Ärger befürchtet. Außerdem würde niemand die Geschichte des Unfalls glauben. So verstecken sie die Leiche in Johanns Keller.
Am nächsten Morgen taucht Ankes Bruder bei Johann auf und sucht nach seiner Schwester. In Panik erschießt Johann ihn. Travis und Johann laden die Leichen der beiden ins Auto und werfen sie in den Fluss.
Währenddessen wartet Mickey auf die Rückkehr des ahnungslosen Rafaella. Wir erfahren, dass Rafaella und Johann einen Sohn haben, der, ohne dass Johann es weiß, in Wahrheit Mickeys leiblicher Sohn ist. Letzterer erpresst Rafaella und verlangt von ihr Geld als Gegenleistung für das Schweigen über die Vaterschaft. Mickey erpresst auch Travis: Mit der Entschuldigung, für das vorzeitige Ende seiner Sportkarriere verantwortlich zu sein, lässt Mickey seinen Freund ein beträchtliches Jahreseinkommen überweisen. Mickey erzählt Raffaela von dem Unfall. Sie ist schockiert: Als Travis und Johann nach Hause zurückkehren, erfahren die beiden, wo und wie sie die Leichen losgeworden sind. Raffaela ist überzeugt, dass sie früher oder später an die Oberfläche steigen werden, da sie diese nicht mit Steinen beschwert haben. Sie überredet die drei Männer, zum Fluss zurückzukehren, um dies nachzuholen.
Dort erfährt Mickey eine böse Überraschung: Die drei haben alles so gedreht, dass der Verdacht auf ihn als Täter fällt, da er der Einzige ist, von dem Fingerabdrücke zu finden sind. Wenn er nicht wegen Doppelmordes ins Gefängnis will, muss Mickey in die USA zurückkehren und seine Erpressung aufgeben. Im Gegenzug werden die drei Freunde schweigen. Mickey akzeptiert, die drei begleiten ihn zum Flughafen.
Kurz darauf feiern Rafaella, Travis und Johann in Begleitung von Anke und ihrem Bruder, die keineswegs tot sind: Es war alles eine Inszenierung, um Mickey loszuwerden. Am Ende des Abends taucht jedoch Mickey wieder auf: Er hat den Trick entdeckt. Ein blutiger Kampf folgt, und Travis versetzt Mickey einen Messerstich in die Kehle, der ihn tötet. Anschließend bringen sie die Leiche zum Fluss.